# 藜荳派克花介
藜荳派克花介（学名：Pacambocythere mucunia）为粗面介科派克花介屬下的一个种。